# Орловщинский сельский совет
Орловщинский сельский совет (укр. Орлівщинська сільська рада) — входит в состав
Новомосковского района
Днепропетровской области
Украины.
Административный центр сельского совета находится в 
с. Орловщина.

## Населённые пункты совета
- с. Орловщина